# Eunice havaica
Eunice havaica är en ringmaskart som beskrevs av Johan Gustaf Hjalmar Kinberg 1865. Eunice havaica ingår i släktet Eunice och familjen Eunicidae. Inga underarter finns listade i Catalogue of Life.